# Buchenmotte

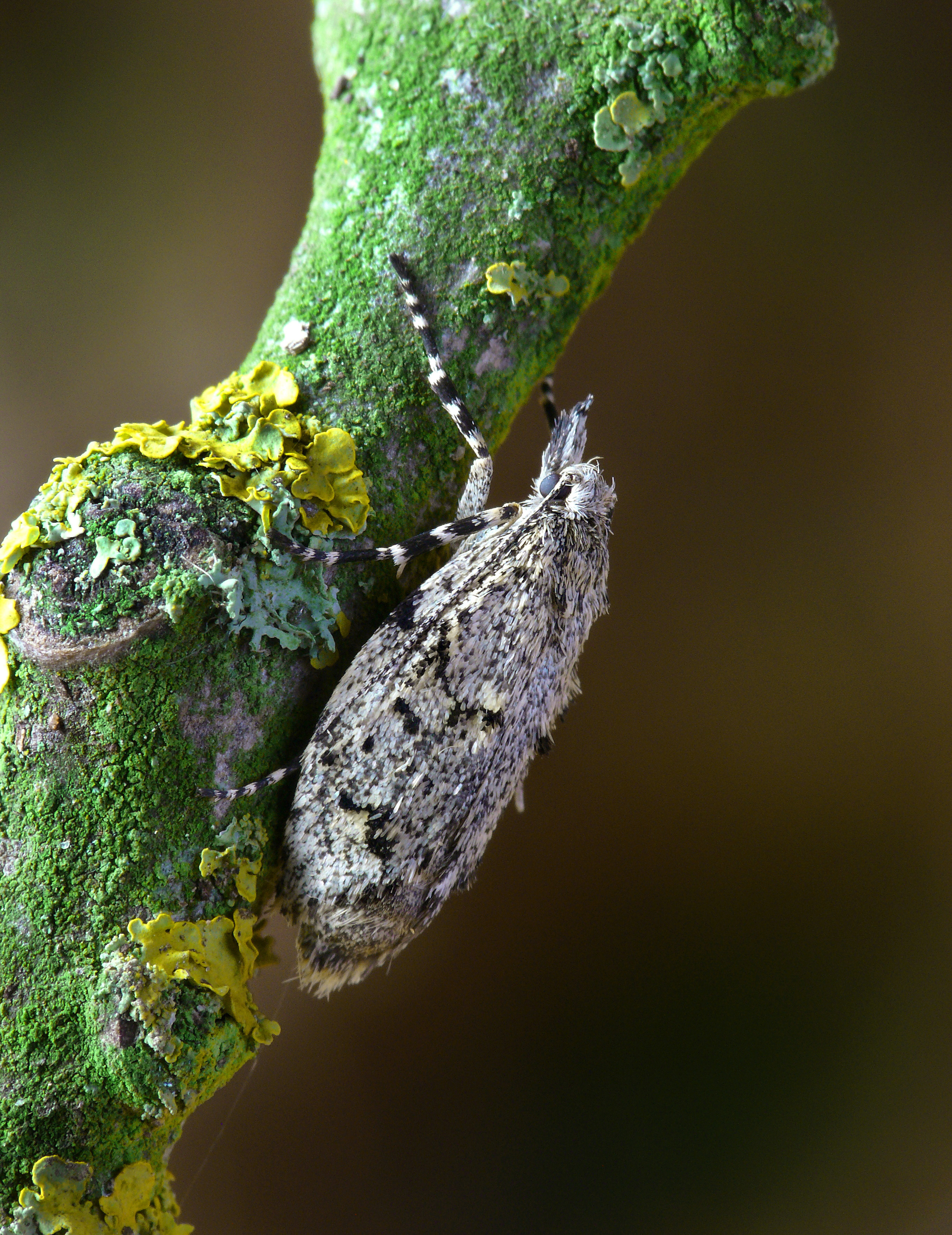
Weibchen

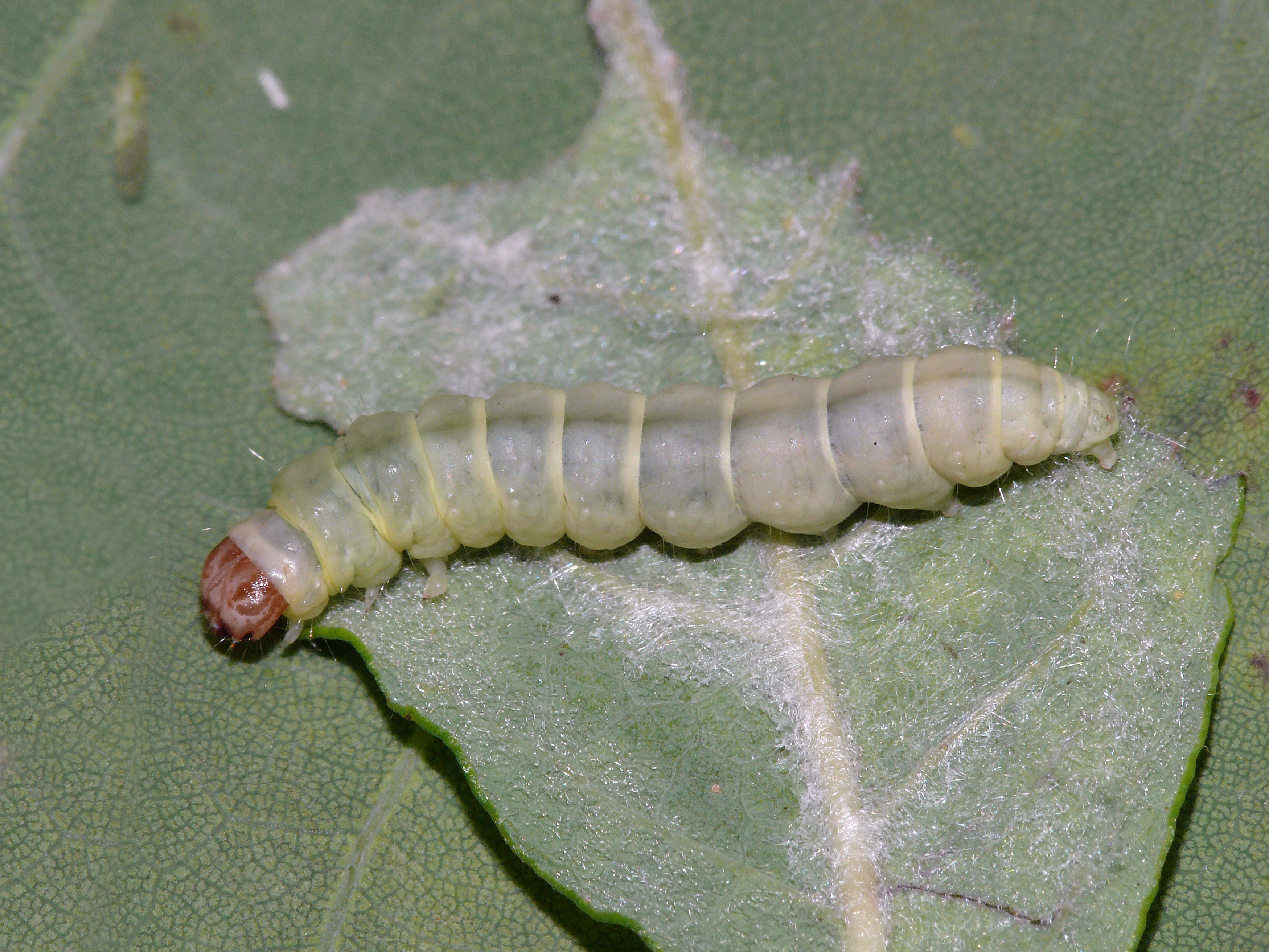
Raupe

Die Buchenmotte (Diurnea fagella) oder Sängerin ist ein Kleinschmetterling aus der Familie der Breitflügelmotten (Chimabachidae). Zum Namen Sängerin kam die Art durch ihre Raupe, die durch rasche, kratzende Bewegungen des 3. Beinpaares ein zirpendes Geräusch erzeugen kann.

## Merkmale
Die Falter weisen eine Spannweite von 19 bis 29 mm auf. Die Flügel sind in der Grundfarbe hellgrau, darauf befindet sich ein dunkles Fleckenmuster. Manchmal kommen auch Tiere vor, die so dunkel gefärbt sind, dass die Muster mit dem Untergrund verschwimmen, wenngleich diese Exemplare sehr selten sind. Im Gegensatz zum Männchen haben die Weibchen verkürzte Flügel und sind dadurch flugunfähig.
Die bis zu 25 mm langen grünen Raupen haben einen braunen Kopf. Das 3. Beinpaar ist keulenförmig verdickt und dient der Raupe beim „Singen“.

## Geographische Verbreitung und Lebensraum
Die Tiere sind in den meisten Gegenden Mitteleuropas noch recht häufig zu finden. Am zahlreichsten sind sie in Laub- und Mischwäldern anzutreffen.

## Lebensweise
Die Buchenmotte bildet eine Generation pro Jahr. Die Falter fliegen von März bis Mitte Mai. Die Männchen kann man bereits tagsüber an Buchenstämmen sitzend antreffen, während die Weibchen erst mit Einbruch der Dämmerung aktiv werden. Die Raupen sind von Juni bis in den Oktober anzutreffen. Die Raupen fressen an:
- Rotbuche (Fagus sylvatica)
- Stieleiche (Quercus robur)
- Hängebirke (Betula pendula)
- Sal-Weide (Salix camprea)

Die Raupen sind trotz ihrer Polyphagie meist an Rotbuchen zu finden.